# Bizerta
Bizerta (arab. بنزرت, Banzart; fr. Bizerte; łac. Hippo Diarrhytus) – miasto w północnej Tunezji, ośrodek administracyjny gubernatorstwa Bizerta, port nad Morzem Śródziemnym, przy ujściu kanału łączącego jezioro Bizerta z morzem. W 2014 roku liczyło ok. 137 tys. mieszkańców.
Założona przez Fenicjan ok. 1000 roku p.n.e. jest najstarszym miastem na terenach dzisiejszej Tunezji. Pod panowaniem Rzymu od wojen punickich do VII wieku, pod nazwą Hippo Diarrhytus lub Hippo Zarrytus, następnie w rękach Arabów, w XVI wieku część imperium Karola V Habsburga, a później Turków (1574–1880). Pod kontrolą Francji od 1881 do 1963 roku (jako ostatnie miasto w Tunezji, niepodległej od 1956 roku).
Po przeprowadzonym w listopadzie 1942 roku lądowaniu aliantów w Afryce Północnej w ramach operacji „Torch”, Tunezja stała się głównym celem kontrofensywy państw Osi. W sytuacji braku oporu ze strony Francuzów Niemcy wkrótce zajęli miasto. Przez jego port napływały później zasoby dla oddziałów gen. Walthera Nehringa, a następnie nowo tworzonej 5 Armii Pancernej gen. Hansa Jürgena von Arnima. Bizerta została zdobyta przez aliantów 7 maja 1943 roku.
Bizerta – pod rzymską nazwą Hippo Diarrhytus – stanowi biskupstwo tytularne Kościoła katolickiego. Tytułu biskupa Hippo Diarrhytus używali Tadeusz Kondrusiewicz (1989–2002), Jose Paala Salazar (2002–2004), Manfred Grothe (od 2004 roku).
W mieście rozwinął się przemysł petrochemiczny, metalowy, spożywczy, cementowy oraz stoczniowy.

## Miasta partnerskie
- Annaba
- Kalamata
- Palermo
- Port Said
- Tanger